# Вощанцівська сільська рада
Вощанцівська сільська рада — орган місцевого самоврядування у Самбірському районі Львівської області. Адміністративний центр — село Вощанці.

## Загальні відомості
Вощанцівська сільська рада утворена в 1939 році. Територією ради протікає річка Вишенька.

## Населені пункти
Сільській раді підпорядковані населені пункти:
- с. Вощанці
- с. Канафости

## Склад ради
Рада складається з 12 депутатів та голови.

### Керівний склад ради
| ПІБ                        | Основні відомості                                                                                  | Дата обрання | Дата звільнення |
| -------------------------- | -------------------------------------------------------------------------------------------------- | ------------ | --------------- |
| Посівнич Микола Михайлович | Сільський голова, 1971 року народження, освіта вища, член Всеукраїнського об'єднання «Батьківщина» | 26.03.2006   | 31.10.2010      |
| Посівнич Микола Михайлович | Сільський голова, 1971 року народження, освіта вища, безпартійний                                  | 31.10.2010   |                 |

Примітка: таблиця складена за даними джерела